# Breviceps sylvestris
Breviceps sylvestris är en groddjursart som beskrevs av FitzSimons 1930. Breviceps sylvestris ingår i släktet Breviceps och familjen Brevicipitidae. IUCN kategoriserar arten globalt som starkt hotad. Inga underarter finns listade.